# Верея
Верея́ — місто районного підпорядкування в Наро-Фомінському районі Московської області Росії.
Населення Вереї за даними 2010 року становить 4,7 тис. мешканців.
| 1861 | 1897 | 1926 | 1939 | 1959 | 1969 | 1992 | 2005 | 2009 |
| ---- | ---- | ---- | ---- | ---- | ---- | ---- | ---- | ---- |
| 5,5  | 3,7  | 3,4  | 4,9  | 6,4  | 6,5  | 5,5  | 4,9  | 4,76 |

Місто розташоване на правому березі Протви (басейн Оки), за 111 км на південний захід від Москви, за 27 км на південь від залізничної станції Дорохово і за 22 км на південь від залізничної станції Можайськ.

## Назва
Назва міста походить від слов'янського слова верея, що означає: «стовпи, на які вішають завіси воріт», «одвірок, стовп біля дверей і воріт». За своїм розташуванням місто цілком відповідало такій назві, виконувало роль західних «воріт» Московського князівства. У Судебнику 1497 року назва міста написана як «Веретея». За іншими даними назва міста походить від слова верея, що означало в руській мові XI—XVII ст. «ділянка землі чи лісу», а в російських діалектах — «невеликий клин, смуга лугу, поля, лісу».

## Герб міста
Геральдичний опис гербу Вереї, затверджений в 1782, говорить: «В першій частині щиту герб Московський. В другій частині в срібному полі в дикому лісі дві дубові воротні вереї з навісними золотими стовпами, що означає собою ім'я цього міста».

## Історія

### XIV—XVII століття
Верея вперше згадується в 1371 році в зв'язку з походом на Москву литовського князя Ольгерда. В кінці XIV століття утворюється укріплене городище з валами і дерев'яною фортецею, яке зберігало своє оборонне значення до XVII століття. В 1408 місто було розграбоване татарами. В 1389–1432 Верея входила до складу Можайського князівства, а в 1432–1486 була центром Верейського князівства, в 1445 — зруйнована литовцями. В 1486 Верея ввійшла в склад Московської держави, а в 1519–1567 — знаходилась в складі Старицького князівства. В 1567 остаточно приєднана до Москви.
В середині XVI століття на північний схід від міста в Красній слободі на високому березі Протви був заснований Спаський монастир, який існував до 1764. В 1610–1611 польсько-литовські війська декілька разів грабували Верею, після чого місто довго залишалось спустошене. В XVII столітті Верея з міста-фортеці поступово перетворюється в торгово-ремісничий центр.

### XVIII століття
Розквіт Вереї припав на XVIII століття, коли місто стає великим центром ремесла і торгівлі. Верейські купці укладали торгові угоди в різних містах Західної Європи. «Ремесло в цьому місті шкіряне, сирне, шевське, ковальське і вяжуть сітки і неводи, чим це місто між іншими в Росії і славиться». В місті активно ведеться кам'яне і дерев'яне будівництво.
З 1782 Верея — повітове місто Московської губернії, до кінця століття за кількістю мешканців стало одним з найбільших повітових міст губернії. Місто отримує регулярне планування, яке збереглось до сьогодні: основна частина міста — прямокутна, а Заріччя — радіально-кільцева. Верейський воєвода Ф. А. Полунін склав «Географічний лексикон Російської імперії», виданий в 1773, а також переклав на російську деякі твори Вольтера.

### 1812 рік
Наприкінці вересня 1812 після захоплення Москви французьке командування (силами саперного підрозділу) побудувало у Вереї, у староросійській земляній фортеці, укріплення (палісад, ворота, інженерну огорожу та ін.) і розмістило там батальйон для захисту Смоленської дороги зі сходу і півдня. Для створення загрози тилу і комунікаціям клаптиковій, так званій Великій армії", М. І. Кутузов наказав генералу І. С. Дорохову розбити ворожий гарнізон і знищити укріплення. В ніч з 28 на 29 вересня (11 жовтня) війська (армійський партизанський загін) Шефа Ізюмського гусарського полку генерал-майора і кавалера І. С. Дорохова за допомогою місцевих мешканців, фактично з маршу від міста Боровська, несподіваним і рішучим штурмом, з мінімальними втратами, в 05 год. 30 хв., вибили з Вереї наполеонівські війська (вестфальський батальйон з корпусу генерала Андоша Жюно), зрівнявши їх укріплення в місті і старій фортеці з землею.
Полонених і поранених, після того, як надали їм медичну допомогу, відправили в Калугу. Ополудні відбили просування до Вереї (зі сторони с. Борисова і Можайська) великої колони вестфальських військ з артилерією. Запаси хліба, більш 500 одиниць ворожої зброї роздали місцевим селянам, організованим верейським священиком протоієреєм о. Іоанном (Іваном Нікіфоровичем Скобеєвим).
Але через деякий час Верея знову опинилась в зоні військових дій. 13 (25 жовтня) відступаюча армія Наполеона після битви під Малоярославцем була вимушена повернути на північ і незадовго пройшла через Верею, де під час короткої зупинки Наполеон зустрівся з загоном маршала Мортьє. Залишаючи Верею, французи спалили місто.

### XIX— початок XX століть

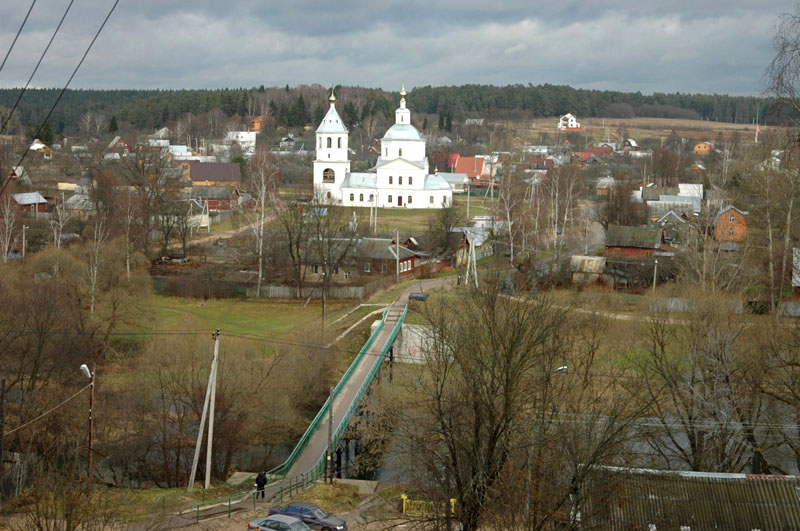
Міст через Протву. Заріччя. Церква Богоявлення

В XIX столітті Верея поступово втрачає своє торгове значення і в другій половині століття, залишившись на узбіччі залізниць, перетворюється в невелике повітове місто. Мешканці займалися торгівлею, садівництвом і землеробством. У місті була громада старовірів. В 1865 році на території верейського городища проводились археологічні розкопки. В кінці XIX століття біля Вереї знайшли мінеральні джерела, а також відкладення вапняка. В 1930-і рр. на околицях Вереї виникають будинки відпочинку і піонерські табори. Наприкінці 1930-х рр. у Вереї працювали овоче-сушильний, молочний і цегельний заводи.

### 1941-44 роки
Під час Другої Світової війни з наближенням німецьких військ до Москви в липні-жовтні 1941 в околицях Вереї створюється Можайська лінія оборони. 18 жовтня 1941 під час наступу на Москву за планом «Тайфун» у місто ввійшли частини 20 армійського корпусу 4 армії групи армій «Центр». За час окупації німцями були схоплені і розстріляні п'ять комсомольців. Німецьке командування перетворило Верею в вузол оборони. 19 січня 1942 під час Ржевсько-В'яземської наступальної операції війська 222 стрілецької дивізії 33-ї армії Західного фронту звільнили Верею. Іменем командувача генерала Єфремова названа одна з вулиць міста.

### Друга половина XX століття
В 1946–1947 група археологів Історичного музею проводила розкопки на території верейського городища. З 1954 року в місті працює швейна фабрика. У 1959 році внаслідок укрупнення районів був ліквідований Верейський район, і частина його з містом Верея включена в Наро-Фомінський район.

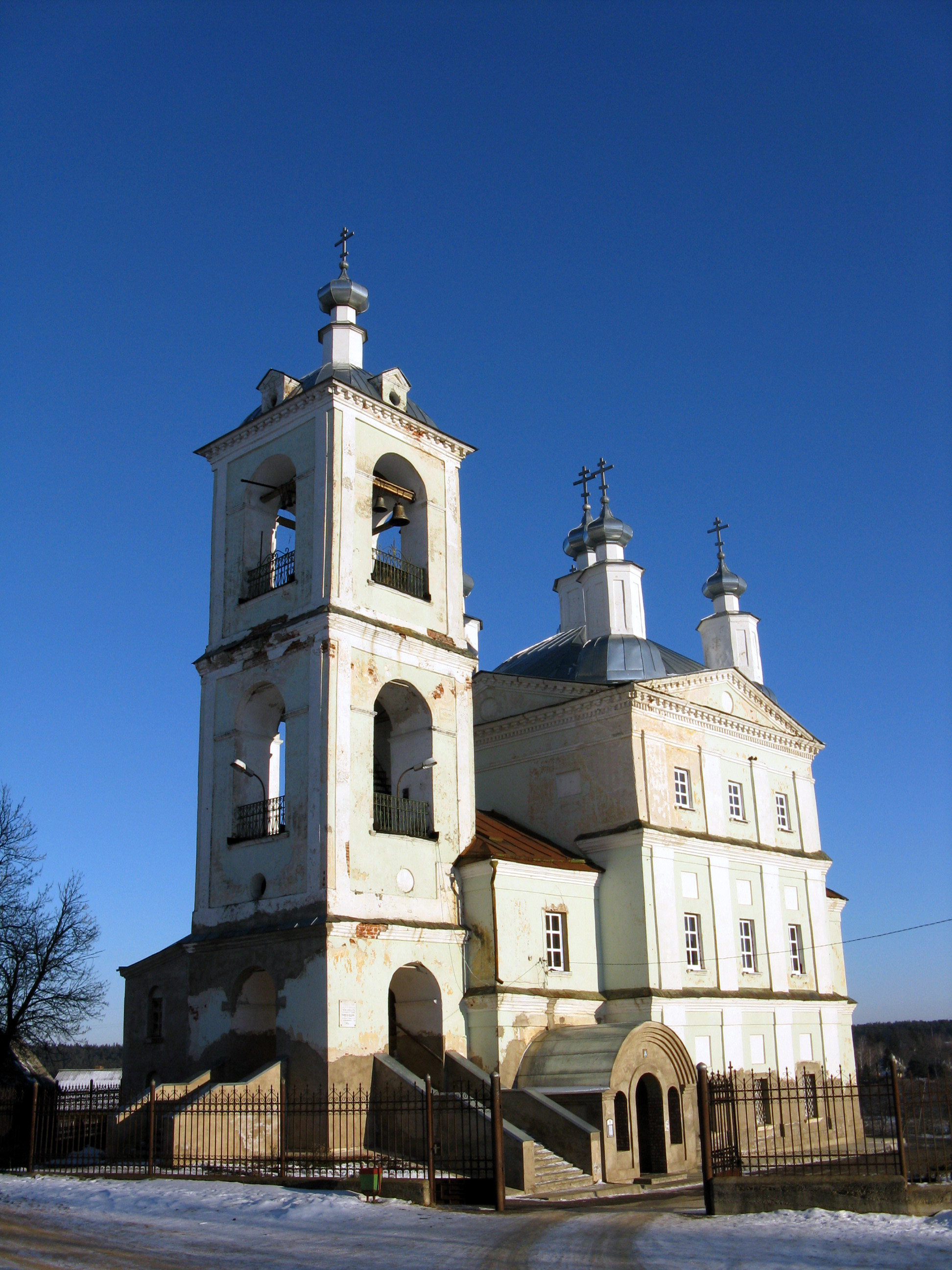
Ільїнська церква

## Економіка
З підприємств у місті — швейна фабрика (зараз не працює), Верейський механічний завод (ВЕЗ), філія московського ФГУП НПП «Торій», підприємства з переробки сільськогосподарської продукції.

## Транспорт
Верея має автобусне сполучення з Москвою, Дороховом, Наро-Фомінськом і Можайськом, а також з навколишніми селами. Всі маршрути обслуговуються Верейською філією Наро-Фомінського ПАТП (ГУП МО «Мострансавто»), та Можайським ПАТП.

## Спорт
В місті є регбійна команда «Ведмеді», яка неодноразово займала призові місця в чемпіонатах Росії.

## Пам'ятки культури

### Кремль
Верея — один з наймальовничіших малих міст Підмосков'я. Серед пам'яток — залишки древнього кремля або городища, розташованого на високому річковому мисі, який утворюється річкою і балкою. Мис має форму овальної тарілки розміром 275 на 110 м. Він був укріплений земляними валами, висота яких досягає 6 м. З валів відкривається краєвид на Заріччя і ліси, які оточують місто. Вузький перешийок з'єднує територію кремля з міською площею. На території кремля знаходиться собор Різдва і урядові будинки.

### Архітектурні пам'ятки

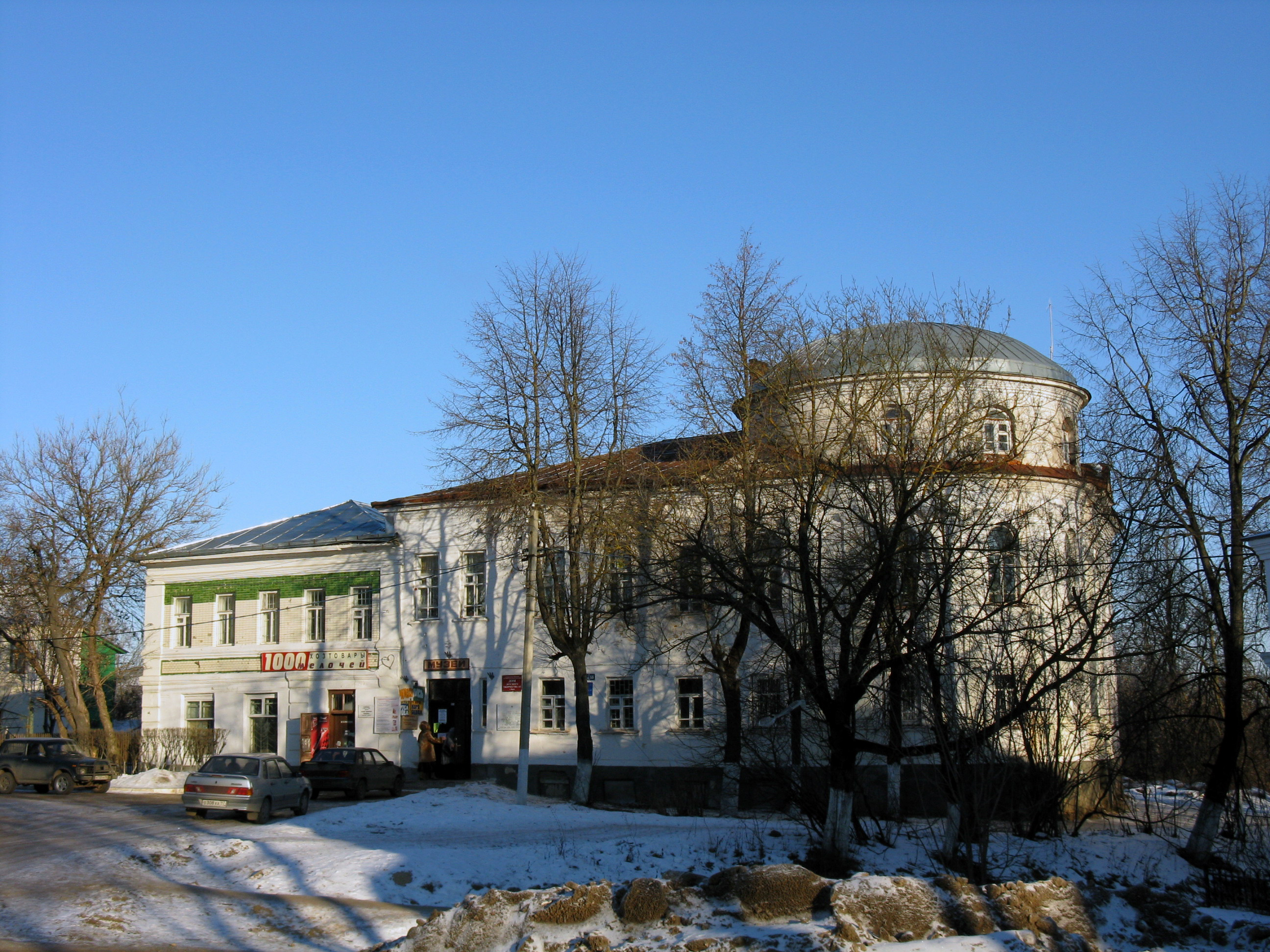
Історико-краєзнавчий музей

- Собор Різдва Христова (1552, перебудови 1693 і 1729—39, дзвіниця — 1802);
- Церква Входу Господнього в Єрусалим в Красній слободі (колишній Спаський монастир) (1667—1679);
- Церква Богоявлення (Косьми і Дем'яна) в Заріччі (1777);
- Церква Констянтина і Олени (1798);
- Будинок повітового училища (1787—88);
- Церква Іллі-пророка (1803);
- Торгові ряди (початок XIX ст., південна частина втрачена в 1941);
- Урядовий будинок (початок XIX ст.);
- Старообрядна церква Покрова Пресвятої Богородиці (1814).

В місті працює історико-краєзнавчий музей.

### Військові пам'ятники
- Біля трапезної собору Різдва похований Шеф Ізюмського гусарського полку і начальник армійського партизанського загону Іван Семенович Дорохов (1762—1815) — генерал-лейтенант і кавалер, герой Вітчизняної війни 1812 року, що звільнив місто; в місті є пам'ятник відомому генералу. Цей пам'ятник, створений в 1913 скульптором, командиром Сумського гусарського полку полковником Олександром Федоровичем Рахманіновим (Рід дворян Рахманінових — харківська гілка), був навмисно зруйнований в 1918 і відновлений (частково, тільки бронзова фігура) в 1957.
- Пам'ятник загиблим в роки Другої Світової війни — на земляному валу.
- Пам'ятник комсомольцям: Н. Нечаєву, В. Скворцову, К. Ракову, Б. Захарову і Н. Кононову, розстріляних німецькими окупантами — біля школи.
- Могили мешканців міста, що померли під час німецької окупації — біля церкви Входу Господнього в Красній слободі.

## Видатні уродженці
- Попенко Олександр Савович — український художник.